# Appula undulans
Appula undulans là một loài bọ cánh cứng trong họ Cerambycidae.